# Himmelekspressen (dokumentarfilm)
Himmelekspressen er en dansk dokumentarfilm fra 1964 instrueret af Sune Lund-Sørensen efter eget manuskript.

## Handling
Det sidste tilflugtssted for mennesker, der er gledet ud af det normale samfund, er herberget Himmelekspressen i København.